# Lá cờ Oregon

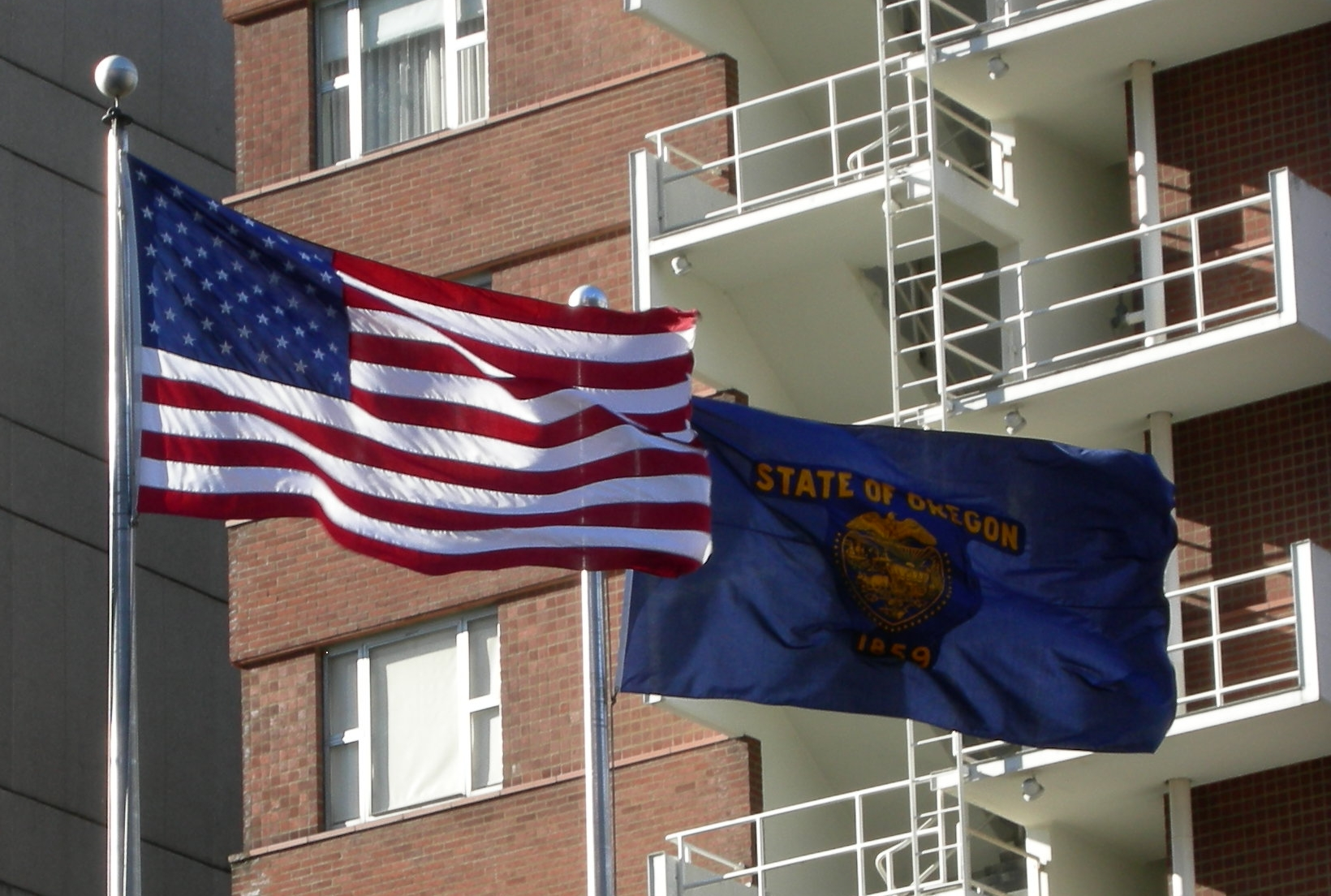
Cờ Hoa Kỳ và Oregon tại Portland, Oregon

Lá cờ Oregon có nền màu xanh biển mà trên đó, bên mặt phải, có con dấu của Oregon với dòng chữ "Tiểu bang Oregon" bằng các mẫu tự in ở phía trên và năm Oregon trở thành tiểu bang 1859 ở phía dưới. Phía mặt trái có hình của một con hải ly, là con vật của tiểu bang. Tỉ lệ chiều cao và dài của cờ là 3:5.
Thường thì hiếm thấy bất cứ lá cờ nào mà có hai biểu tượng khác nhau ở hai mặt của cờ, và kiểu cờ như thế được xem là tổn phí nhiều hơn lúc sản xuất. Cờ Oregon là cờ tiểu bang duy nhất hiện thời tại Hoa Kỳ có đặc điểm này.